# Rajd Rzeszowski 2019
28. Rajd Rzeszowski – 28 edycja Rajdu Rzeszowskiego. To rajd samochodowy, który był rozgrywany od 8 sierpnia do 10 sierpnia 2019 roku. Bazą rajdu było miasto Rzeszów. Była to piąta runda rajdowych samochodowych mistrzostw Polski w roku 2019, a także ósmą rundą  Mistrzostw FIA Strefy Europy Centralnej  (FIA CEZ), czwartą rundą Rajdowego Pucharu Europy (FIA ERT) i czwartą rundą Historycznych Rajdowych Samochodowych Mistrzostw Polski w roku 2019. W sezonie 2019 w RSMP był to rajd pierwszej kategorii (tzw. dwuetapowy), gdzie punktacja była następująca od 25 punktów za zwycięstwo mnożone razy dwa i oddzielne punkty za odcinek Power Stare.

## Lista zgłoszeń[2]
Poniższa lista spośród 54 zgłoszonych zawodników obejmuje tylko zawodników startujących w najwyższej klasie 2 samochodami grupy R5 i wybranych zawodników startujących w klasie Open.
| Nr. | Zespół                         | Kierowca            | Pilot               | Samochód          | Seria       |
| --- | ------------------------------ | ------------------- | ------------------- | ----------------- | ----------- |
| 1   | Škoda Polska Motorsport        | Mikołaj Marczyk     | Szymon Gospodarczyk | Škoda Fabia R5    | Poland, CEZ |
| 2   | Rufa Sport                     | Grzegorz Grzyb      | Robert Hundla       | Škoda Fabia R5    | Poland, CEZ |
| 3   | Tiger Energy Drink Rallye Team | Tomasz Kasperczyk   | Damian Syty         | Ford Fiesta R5    | Poland, CEZ |
| 4   | Rallytechnology                | Marcin Słobodzian   | Kamil Kozdroń       | Ford Fiesta R5    | Poland, CEZ |
| 5   | L Racing team                  | Vlastimil Majerčák  | Pavol Kušnier       | Ford Fiesta R5    | CEZ         |
| 6   | Jakub Brzeziński               | Jakub Brzeziński    | Dariusz Burkat      | Ford Fiesta Proto | Poland      |
| 7   | Bryan Bouffier                 | Bryan Bouffier      | Xavier Panseri      | Hyundai i20 R5    | Poland, CEZ |
| 8   | BTH Import Stal Rally Team     | Łukasz Kotarba      | Tomasz Kotarba      | Citroën C3 R5     | Poland, CEZ |
| 9   | Jarosław Kołtun                | Jarosław Kołtun     | Ireneusz Pleskot    | Ford Fiesta R5    | Poland, CEZ |
| 10  | Kacper Wróblewski              | Kacper Wróblewski   | Jacek Spentany      | Hyundai i20 R5    | Poland, CEZ |
| 11  | Rallytechnology                | Sylwester Płachytka | Jacek Nowaczewski   | Ford Fiesta R5    | Poland, CEZ |
| 12  | Maciej Lubiak                  | Maciej Lubiak       | Tomasz Borko        | Hyundai i20 R5    | Poland, CEZ |
| 15  | Łukasz Kabaciński              | Łukasz Kabaciński   | Michał Kuśnierz     | Ford Fiesta Proto | Poland      |
| 18  | Artur Rowiński                 | Artur Rowiński      | Magdalena Tokarska  | Škoda Fabia Proto | Poland      |

## Zwycięzcy odcinków specjalnych[3]
| Dzień       | Numer odcinka | Nazwa odcinka | Długość         | Zwycięzca odcinka | Samochód | Czas           | Lider rajdu |
| ----------- | ------------- | ------------- | --------------- | ----------------- | -------- | -------------- | ----------- |
| 9 sierpnia  |               |               |                 |                   |          |                |             |
| OS1         | Wysoka 1      | 18,45 km      | Grzegorz Grzyb  | Škoda Fabia R5    | 10:36.8  | Grzegorz Grzyb |             |
| OS2         | Wojaszówka 1  | 8,20 km       | Bryan Bouffier  | Hyundai i20 R5    | 4:42.4   | Bryan Bouffier |             |
| OS3         | Lubenia 1     | 17,58 km      | Grzegorz Grzyb  | Škoda Fabia R5    | 10:02.3  | Grzegorz Grzyb |             |
| OS4         | Wysoka 2      | 18,45 km      | Grzegorz Grzyb  | Škoda Fabia R5    | 10:24.2  | Grzegorz Grzyb |             |
| OS5         | Wojaszówka 2  | 8,20 km       | Bryan Bouffier  | Hyundai i20 R5    | 4:35.6   | Bryan Bouffier |             |
| OS6         | Lubenia 2     | 17,58 km      | Grzegorz Grzyb  | Škoda Fabia R5    | 9:50.8   | Grzegorz Grzyb |             |
| 10 sierpnia |               |               |                 |                   |          |                |             |
| OS7         | Pstrągowa 1   | 23,00 km      | Bryan Bouffier  | Hyundai i20 R5    | 12:25.3  | Bryan Bouffier |             |
| OS8         | Zagorzyce 1   | 20,60 km      | Grzegorz Grzyb  | Škoda Fabia R5    | 11:05.9  | Grzegorz Grzyb |             |
| OS9         | Rzeszów       | 2,00 km       | Mikołaj Marczyk | Škoda Fabia R5    | 1:41.4   | Grzegorz Grzyb |             |
| OS10        | Pstrągowa 2   | 23,00 km      | Bryan Bouffier  | Hyundai i20 R5    | 12:10.1  | Grzegorz Grzyb |             |
| OS11        | Zagorzyce 2   | 20,60 km      | Bryan Bouffier  | Hyundai i20 R5    | 11:03.4  | Grzegorz Grzyb |             |

### Power Stage - OS11[4]
| Miejsce | Kierowca          | Pilot               | Samochód       | Czas/strata | Punkty |
| ------- | ----------------- | ------------------- | -------------- | ----------- | ------ |
| 1       | Bryan Bouffier    | Xavier Panseri      | Hyundai i20 R5 | 11:03.4     | 5      |
| 2       | Grzegorz Grzyb    | Robert Hundla       | Škoda Fabia R5 | +2.5        | 4      |
| 3       | Tomasz Kasperczyk | Damian Syty         | Ford Fiesta R5 | +5.1        | 3      |
| 4       | Mikołaj Marczyk   | Szymon Gospodarczyk | Škoda Fabia R5 | +7.1        | 2      |
| 5       | Kacper Wróblewski | Jacek Spentany      | Hyundai i20 R5 | +12.9       | 1      |

## Wyniki końcowe rajdu[5]
| Miejsce | Kierowca            | Pilot               | Samochód           | Czas      | Strata   | Grupa Klasa | Punkty |
| ------- | ------------------- | ------------------- | ------------------ | --------- | -------- | ----------- | ------ |
| 1       | Grzegorz Grzyb      | Robert Hundla       | Škoda Fabia R5     | 1:39:18.3 | -        | RC2 2       | 50+4   |
| 2       | Mikołaj Marczyk     | Szymon Gospodarczyk | Škoda Fabia R5     | 1:39:38.9 | +20.6    | RC2 2       | 36+2   |
| 3       | Bryan Bouffier      | Xavier Panseri      | Hyundai i20 R5     | 1:40:16.8 | +58.5    | RC2 2       | 30+5   |
| 4       | Łukasz Kotarba      | Tomasz Kotarba      | Citroën C3 R5      | 1:41:32.2 | +2:13.9  | RC2 2       | 24     |
| 5       | Kacper Wróblewski   | Marcin Szeja        | Hyundai i20 R5     | 1:41:51.1 | +2:32.8  | RC2 2       | 20+1   |
| 6       | Sylwester Płachytka | Jacek Nowaczewski   | Ford Fiesta R5     | 1:42:07.6 | +2:49.3  | RC2 2       | 16     |
| 7       | Tomasz Kasperczyk   | Damian Syty         | Ford Fiesta R5     | 1:43:15.8 | +3:57.5  | RC2 2       | 12+3   |
| 8       | Jakub Brzeziński    | Dariusz Burkat      | Ford Fiesta Proto  | 1:44:23.5 | +5:05.2  | Open 4WD    | 8      |
| 9       | Vlastimil Majerčák  | Pavol Kušnier       | Ford Fiesta R5     | 1:47:52.7 | +8:34.4  | RC2         | *      |
| 10      | Szymon Cieślak      | Bartosz Sajdak      | Peugeot 208 R2     | 1:51:46.3 | +12:28.0 | 4           | 4      |
| 11      | Michał Pryczek      | Jacek Pryczek       | Subaru Impreza 555 | 1:52:12.6 | +12:54.3 | HR2         | 2      |

1. ↑  Nieliczony w klasyfikacji RSMP

## Wyniki po 5 rundach RSMP
Kierowcy
| Msc. | Kierowca          | Punkty |
| ---- | ----------------- | ------ |
| 1    | Mikołaj Marczyk   | 148    |
| 2    | Tomasz Kasperczyk | 112    |
| 3    | Łukasz Habaj      | 55     |
| 4    | Grzegorz Grzyb    | 54     |
| 5    | Łukasz Kotarba    | 54     |